# 嘉理慰
嘉理慰（英語：Rev. John Galloway，1877年—1968年），是美南浸信會牧師。

## 生平
由於杜心餘牧師從澳門回到美國述職後不久患病身故，美南浸信會遂差派嘉理慰牧師接手其職務，並於1908年抵達澳門，與杜心餘牧師之遺孀共同發展澳門宣教事務，其後二人更結為夫婦，並以杜心餘牧師之母所贈送之賀禮購置澳門浸信教會之現址。
嘉理慰牧師於澳事奉期間曾先後開辦培志小學、培正分校(1908-1924)及靈導女子小學(1913-1931)；又於澳門司打口海傍設福音船，協助漁民子弟讀書識字，及在鄰接澳門的中國境內前山開設帳幕佈道，後又在中山縣之下柵、唐家灣、小欖、斗門、南水、白蕉、乾霧、南屏、灣仔等地設福音堂。嘉理慰更自置渡輪往來各個鄉鎮，運送糧食和藥物至赤磡縣之大衾痳瘋院。
在嘉理慰牧師的帶領下，教會甚為興旺，1945年，參與教會主日崇拜者更多達六百人。嘉理慰於澳門浸信教會任職42年，於1949年退休，期後仍居於澳門，直至1968年辭世，享年九十一歲。
嘉理慰牧師任內曾先後按立多位信徒為會佐及牧師，分別有黃煥興、林保羅、陳霞露等為牧師；孫中山之原配夫人盧慕貞、劉玉麟之夫人鄭蕙荃、胡汝昌、范朗西、傅漁冰和周光漢等人士為會佐。